# Kościół San Nicolò dei Mendicoli
Kościół San Nicolò dei Mendicoli (kościół św. Mikołaja od Żebraków) – rzymskokatolicki kościół w Wenecji w dzielnicy (sestiere) Dorsoduro, dedykowany św. Mikołajowi. Administracyjnie należy do Patriarchatu Wenecji. Jest kościołem parafialnym w parafii San Nicola Vescovo (lub San Nicolò dei Mendicoli). 
Z wystroju wnętrza wyróżnia się plafon Św. Mikołaj w chwale na stropie kościoła, autorstwa Francesca Montemezzana oraz dwa arcydzieła weneckiej rzeźby drewnianej: posąg św. Mikołaja z 1457 roku w ołtarzu głównym i krucyfiks, oba odkryte w latach 70. XX wieku w trakcie prac konserwatorskich.

## Historia

### Pierwotny kościół
Teren wokół obecnego kościoła uważany jest za jeden z najstarszych terenów osadniczych Wenecji. Według tradycji pierwszy kościół na tym terenie, dedykowany św. Wawrzyńcowi, został zbudowany w VII wieku przez mieszkańców Padwy uciekających przed Longobardami. Architektonicznym świadectwem pochodzenia kościoła z czasów pierwszego osadnictwa jest między innymi gruby mur z kamienia z Istrii, odkryty pod posadzką podczas prac wykopaliskowych z II połowy XX wieku, a biegnący w poprzek naw w kierunku prezbiterium. Wspierają się na nim kolumny dzisiejszego kościoła.

### Obecny kościół

#### XII–XIX wiek
W 1105 roku pożar zniszczył pierwotny kościół, po czym został zbudowany drugi, który zachował się do dziś. Pod koniec XII wieku został dedykowany św. Mikołajowi z Miry. Dookreślenie „dei Mendicoli" („Żebraków”) nawiązywało do ludności zamieszkującej to miejsce, składającej się z ludzi biednych – rybaków i ich rodzin. Według innej hipotezy dookreślenie to pochodzi od słowa Mendigola – nazwy wyspy, na której został założony. Kościół został odrestaurowany w latach 1361–1364 i przebudowany w 1553–1580. W latach 1750–1760 zbudowano w fasadzie bocznej nowy, kamienny portal, prawdopodobnie autorstwa architekta Paola Posiego. W trakcie prac renowacyjnych, przeprowadzonych w latach 1896–1898 odsłonięto w ścianie fasady niewielkie biforium, pochodzące z XII-wieku.

#### XX wiek
W 1966 roku Wenecję nawiedziła powódź. W roku następnym brytyjska fundacja Venice in Peril rozpoczęła w kościele prace konserwatorskie. W ich trakcie wymieniono pokrycie dachowe, zabezpieczono budynek przed wilgocią, poddano konserwacji obrazy i krucyfiksy oraz podniesiono posadzkę, która znajdowała się 30 cm poniżej poziomu kanału. W kolejnym etapie prac konserwacyjnych, przeprowadzonych w latach 1972–1980, zainstalowano nowe ogrzewanie i oświetlenie. XVIII-wieczne organy zostały zdemontowane i wywiezione w celu ich renowacji przez włoskich ekspertów, po czym ponownie zamontowano je na XVI-wiecznej emporze muzycznej. Podczas renowacji dokonano wielu znaczących odkryć. Należą do nich arcydzieła weneckiej rzeźby drewnianej: polichromowany posąg św. Mikołaja z 1457 roku, pochodzący z pracowni Bartolomea Bona oraz krucyfiks.

#### XXI wiek
W latach 2002–2003, dzięki ustawie specjalnej Salvaguardia di Venezia (Ratowanie Wenecji) kościół ponownie odrestaurowano. W trakcie prac wydobyto na światło dzienne najbardziej charakterystyczne i godne uwagi elementy jego architektury, którym podczas wcześniejszych prac nie poświęcono należytej troski. W rezultacie kościół odzyskał swoją dawną świetność.

## Architektura

### Kościół
San Nicolo dei Mendicoli, jeden z najstarszych kościołów w Wenecji, jest rzadkim przykładem architektury wenecko-bizantyńskiej. Z XII-wiecznego budynku kościół zachował plan trzynawowej bazyliki z prezbiterium, półkoliście zamkniętą apsydą o szerokości nawy głównej oraz flankującymi ją kaplicami. Przy pozbawionej ozdób, ceglanej fasadzie znajduje się XV-wieczny portyk, charakterystyczny dla ówczesnej weneckiej architekturze sakralnej.

### Kampanila
Kampanila została zbudowana na planie kwadratu pod koniec XII wieku. Ma 26 m wysokości i zestaw dzwonów uruchamianych ręcznie. W 1764 roku zamontowano na niej zegar. Podczas II wojny światowej została uszkodzona przez przypadkową bombę. W latach 70. XX wieku została odrestaurowana z funduszy Venice in Peril. Zewnętrznym elementem dekoracyjnym są lizeny, biegnące przez całą wysokość ścian budynku i zwieńczone płytkim gzymsem.

## Wnętrze

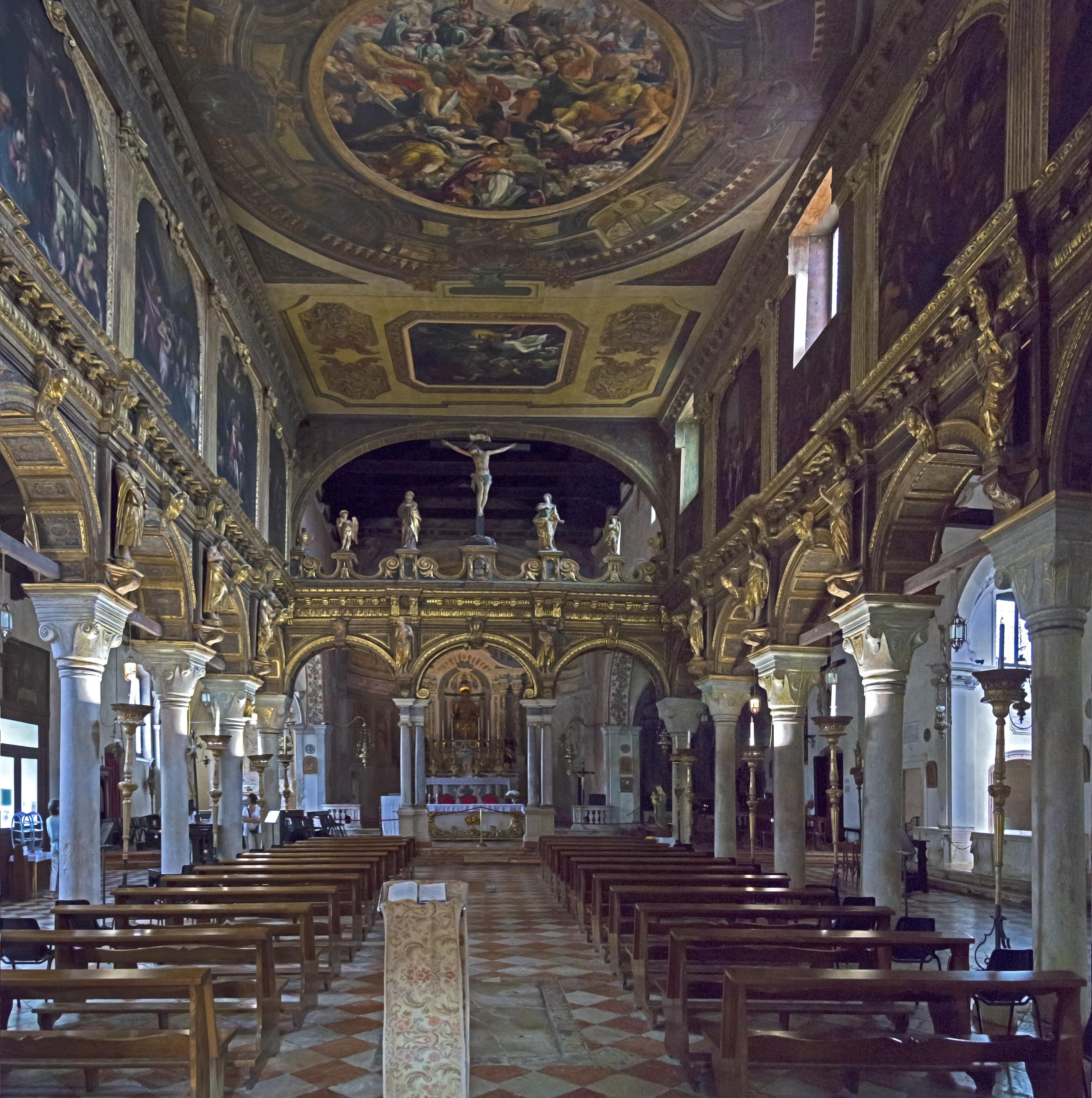
Wnętrze

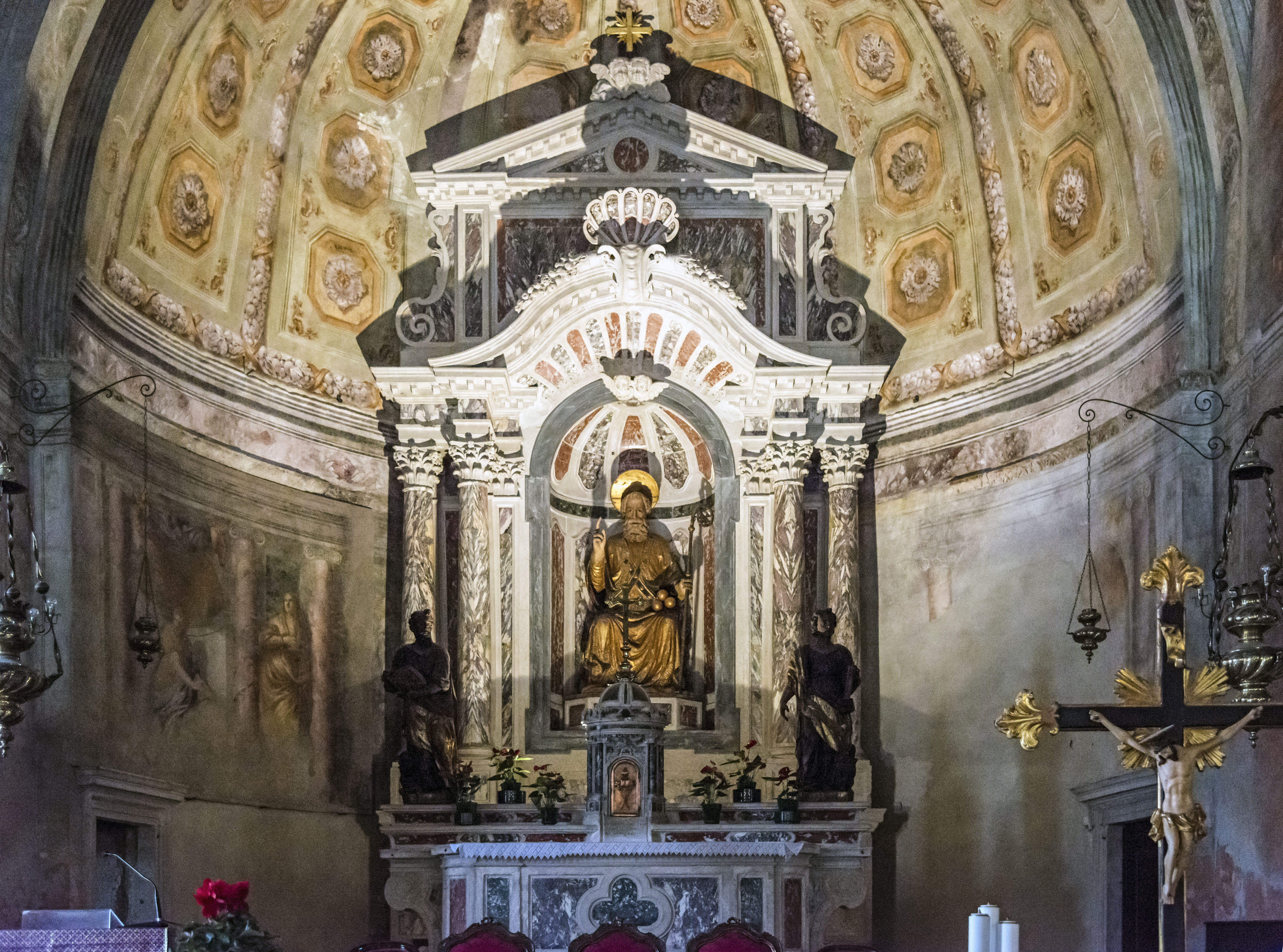
Ołtarz główny

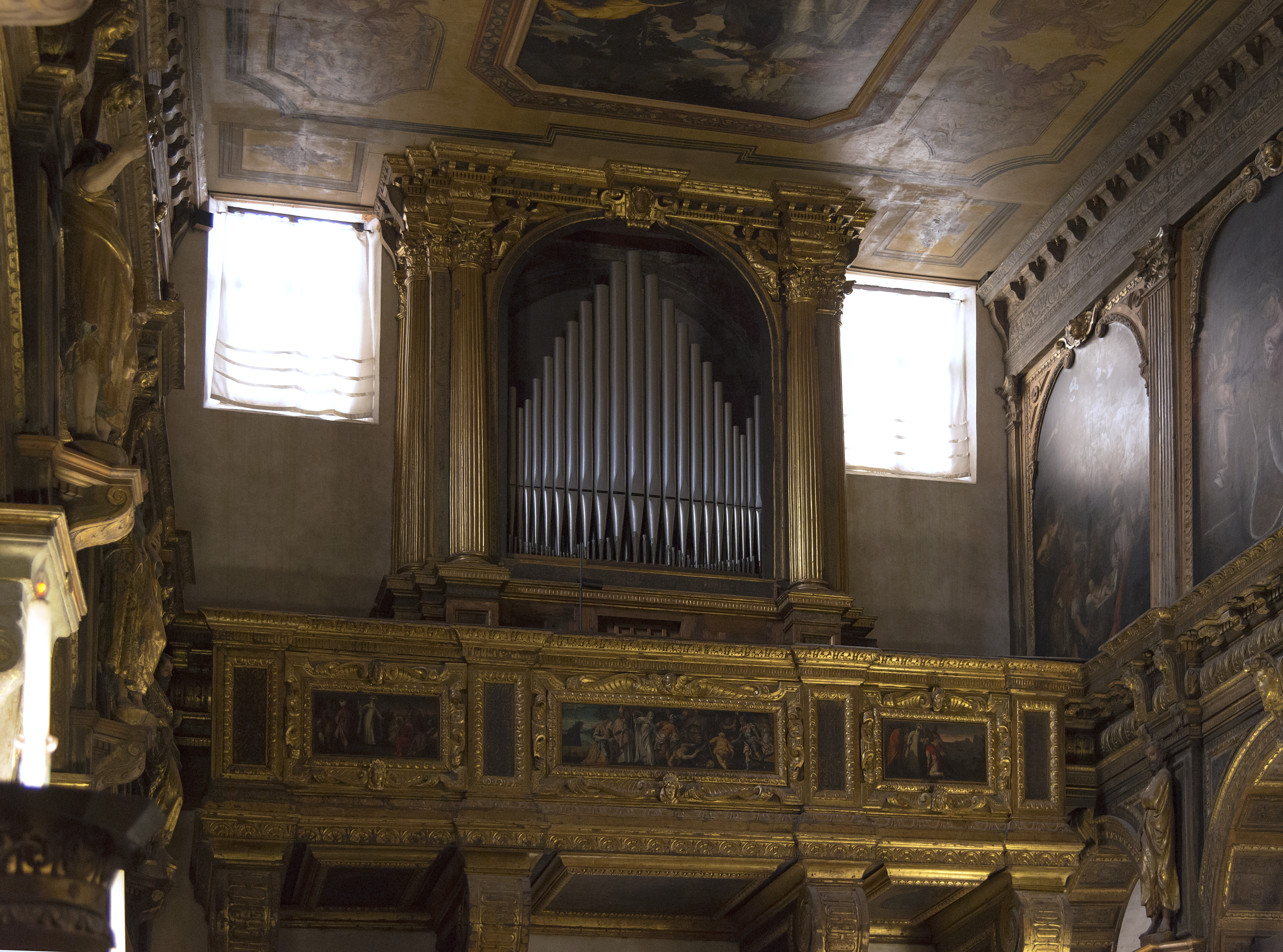
Organy

Wnętrze przedstawia plan bazyliki z XII wieku. Nawę główną od naw bocznych oddzielają dwa rzędy kolumn z XIV-wiecznymi kapitelami, na którymi ustawiono w posągi 12 apostołów z XVI wieku. 

### Prezbiterium z apsydą
Ściana apsydy pokryta jest zniszczonymi freskami. Na głównym ołtarzu, w dużej niszy znajduje się wspomniany wyżej drewniany, XV-wieczny posąg św. Mikołaja.

### Transept
Kaplicę po prawej stronie zdobi umieszczony w niszy z posąg św. Antoniego Padewskiego. Na sklepieniu znajduje się fresk Wniebowzięcie, z 1630 roku, w złym stanie technicznym. W kaplicy po lewej stronie znajduje się niewielki obraz Matki Boskiej, umieszczony na tle płaskorzeźby Dwa adorujące anioły,stanowiącej XVI-wieczną imitację szkoły lombardzkiej.

### Nawa główna
Pomiędzy nawą główną a prezbiterium znajduje się lektorium, zwieńczone dużym, drewnianym krucyfiksem z postaciami Maryi, św. Jana i dwóch aniołów, umieszczonymi po obu stronach. Nawa jest bogato dekorowana. W górnych partiach jej ścian widnieją obrazy przedstawiające sceny z życia Chrystusa, na ścianie lewej: Boże Narodzenie, Adoracja Trzech Króli, Obrzezanie, Chrzest Chrystusa, Chrystus w Ogrodzie Oliwnym i Pocałunek Judasza, wszystkie pędzla Alvise dal Friso i na ścianie prawej: Chrystus przed Piłatem, Ubiczowanie, Chrystus i Weronika, Ukrzyżowanie i Złożenie do grobu Alvise dal Fristo oraz Zmartwychwstanie Palmy młodszego.
Płaski strop zdobią trzy XVI-wieczne plafony: w głównym znajduje się obraz Św. Mikołaj w chwale autorstwa Francesca Montemezzana, a w bocznych: Św. Mikołaj przewracający drzewo wzniesione przez pogan i Św. Mikołaj ratujący żeglarzy, oba pędzla Leonarda Corony.

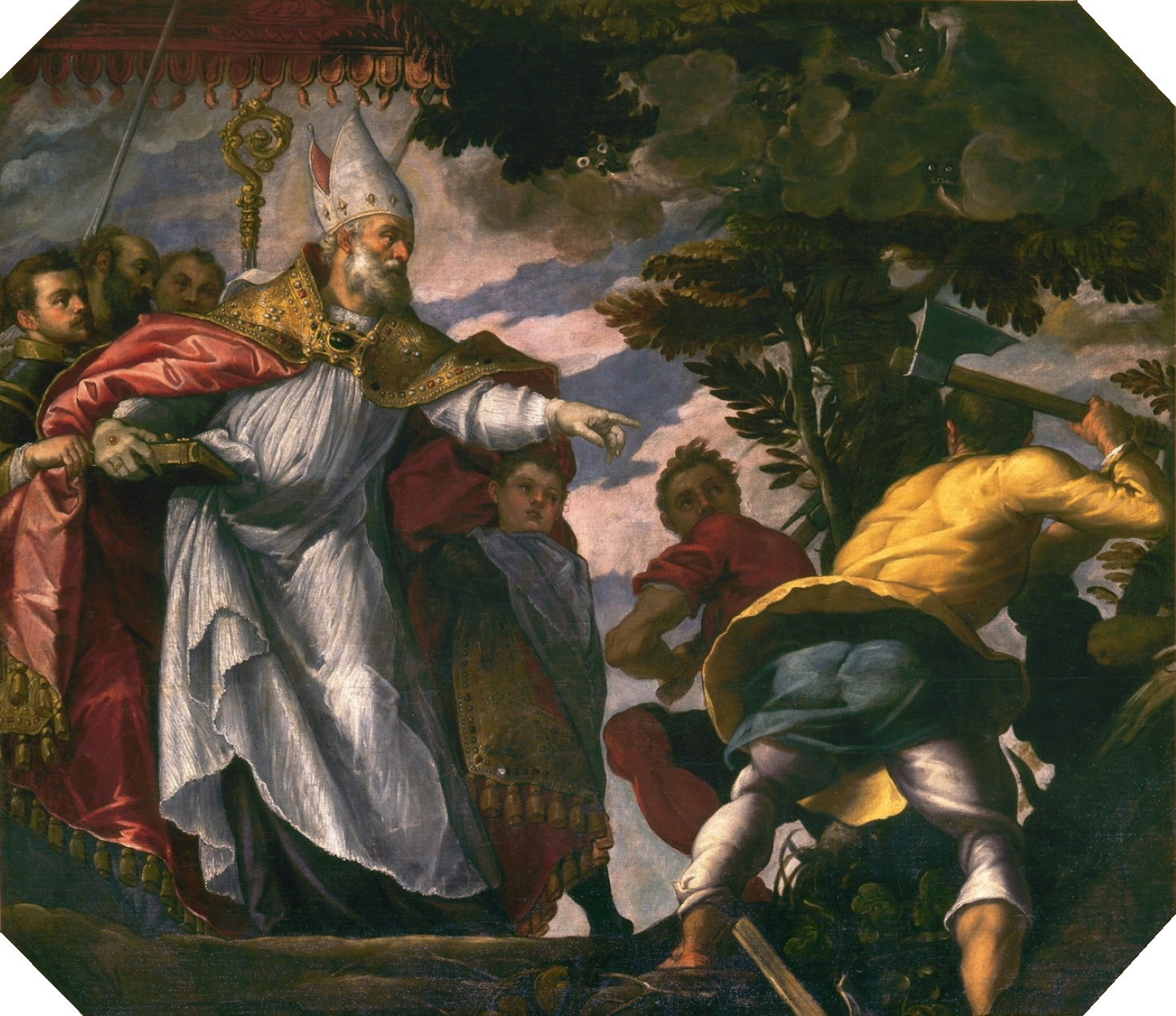
Leonardo Corona, Św. Mikołaj przewracający drzewo wzniesione przez pogan
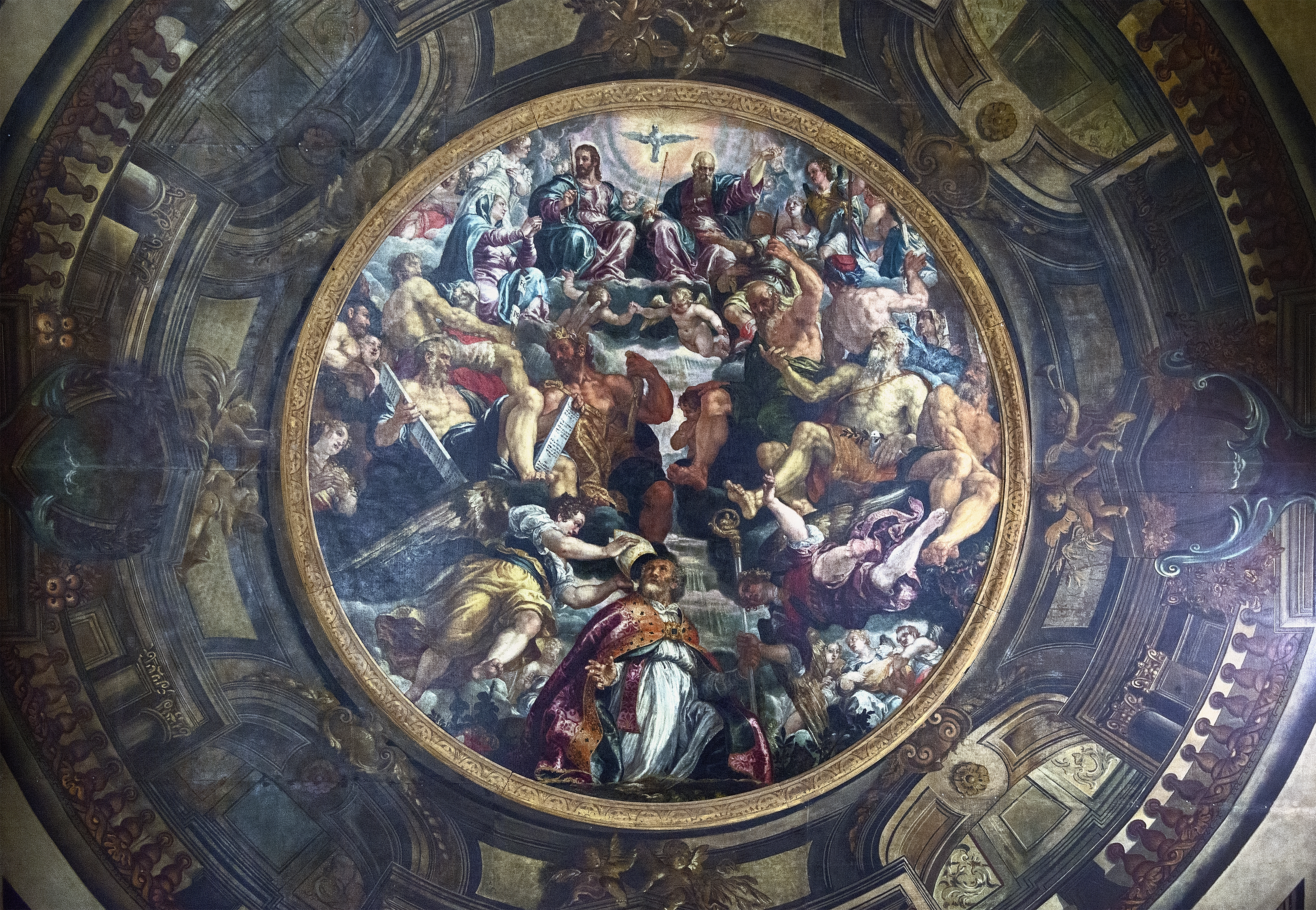
Francesco Montemezzano, Św. Mikołaj w chwale
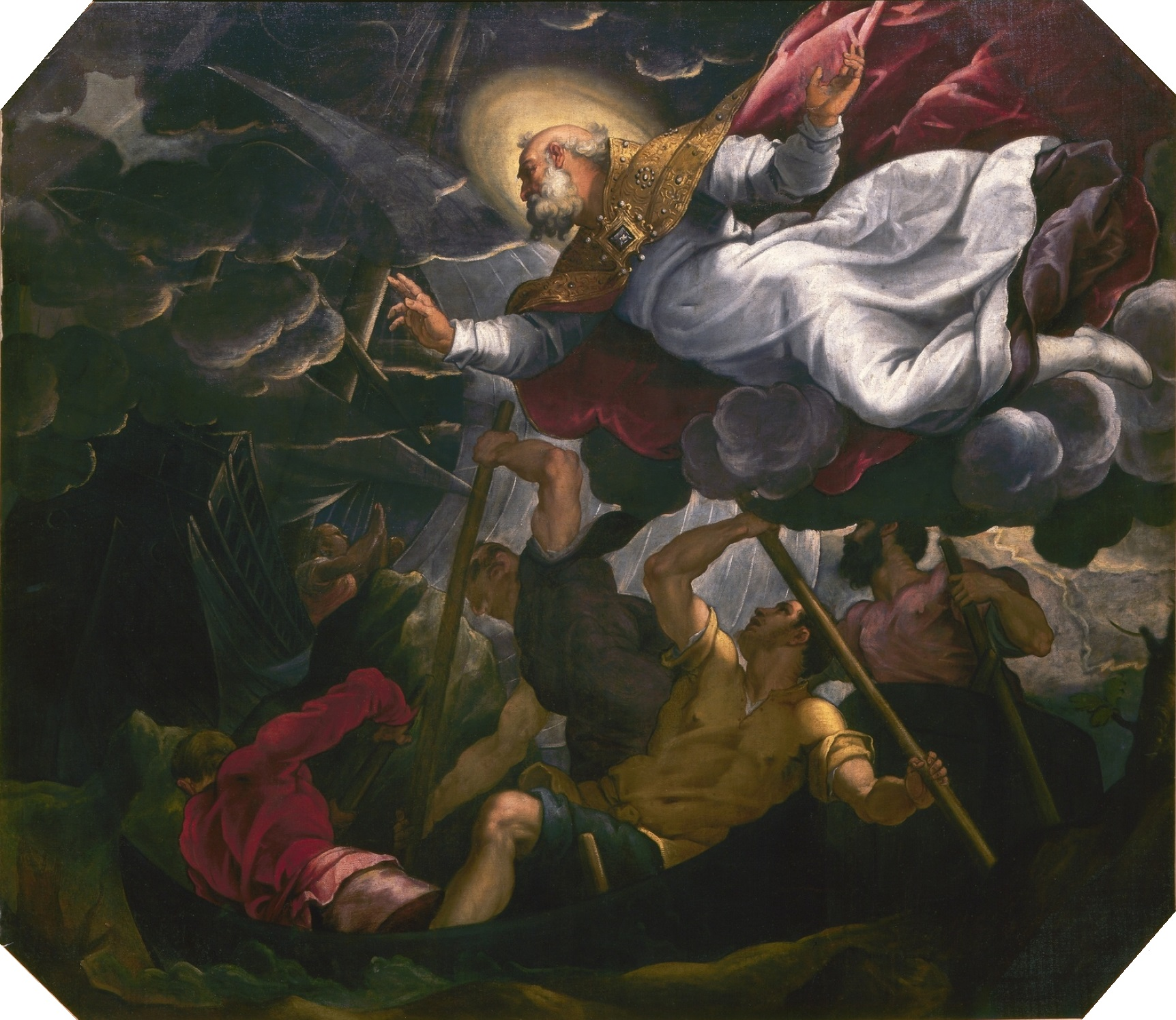
Leonardo Corona, Św. Mikołaj ratujący żeglarzy

W kaplicy św. Nicetasa, po prawej stronie, znajduje się renesansowy, marmurowy ołtarz z relikwiarzem św. Nicetasa. XVI-wieczne obrazy przedstawiają sceny z jego życia. Sklepienie i lunety kaplicy Najświętszego Sakramentu, przebudowanej w XVII wieku, zdobią stiuki i freski.
Nad głównym portalem znajdują się organy z końca XVI wieku, z parapetem ozdobionym trzema niewielkimi obrazami, przedstawiającymi cuda św. Marty, pędzla Carla Carliari.

## Kościół w kulturze popularnej
Wnętrze kościoła zostało wykorzystane w filmie Nie oglądaj się teraz Nicolasa Roega z 1973 roku z udziałem Julie Christie i Donalda Sutherlanda. Mimo że film ukazał Wenecję w konwencji thrillera, towarzyszący mu rozgłos najprawdopodobniej pomógł kościołowi San Nicolò i brytyjskiej fundacji Venice in Peril Fund wykonującej wówczas w nim prace restauracyjne.